# شير أشيان (قهاب صرصر)
شیر أشیان (بالفارسية: شیراشیان) هي مستوطنة تقع في إيران في قسم قهاب صرصر الريفي. يقدر عدد سكانها بـ 20 نسمة .